# Fort aan den Hoek van Holland
Het Fort aan den Hoek van Holland, ook Fort 1881 genoemd, is een voormalig pantserfort in Hoek van Holland.
Het fort, gelegen aan de Nieuwe Waterweg, diende om de vaarweg in oorlogstijd te beschermen tegen een vijandelijke vloot en het strand tegen een invasie. Daartoe beschikte het fort over zes kanonnen in drie draaibare pantserkoepels. Verder kon een mijnversperring in de vaarweg worden gelegd.

Zowel het draaien van de geschutkoepels als het eleveren van het geschut gebeurde met gebruikmaking van hydrauliek. Hiermee was het fort bij voltooiing erg modern. Door de komst van de nieuwste slagschepen, waarvan het geschut een groter bereik had dan het fort, was het tegen 1900 al verouderd. Geld voor grootschalige verbeteringen was er niet en zo bleef de situatie grotendeels gelijk tot aan de Tweede Wereldoorlog.
Bij het uitbreken van de Eerste Wereldoorlog in 1914 bleef Nederland neutraal. Wel werd overgegaan op algehele mobilisatie en het fort was gevechtsklaar om de neutraliteit te verdedigen. Toen de Tweede Wereldoorlog uitbrak werd opnieuw een algehele mobilisatie afgekondigd. Na de Duitse inval in 1940 vonden rondom het fort gevechten plaats. Nadat Nederland gecapituleerd had namen de Duitsers het fort in gebruik. De koepels en het geschut en ander metaal werden in 1943 uit het fort verwijderd en omgesmolten om gebruikt te worden in de Duitse industrie. Na de oorlog kwam het fort in handen van de Koninklijke Marine die het gebruikte als opslagplaats. Het fort stond vanaf 1978 leeg, totdat het in 1987 werd overgedragen aan de Stichting Fort aan den Hoek van Holland die het als museum inrichtte. In 1995 kreeg het fort replica's van de koepels, zij het van spuitbeton in plaats van het oorspronkelijke gietijzer.

## Geschiedenis

### Voorgeschiedenis
De noodzaak voor het bouwen van kustverdediging in Hoek van Holland kwam met de gereedkoming in 1870 van de Nieuwe Waterweg, waarmee de belangrijke haven van Rotterdam open kwam te liggen voor vijandelijke schepen. Voordat de Nieuwe Waterweg was gegraven konden schepen slechts via een omweg naar Rotterdam. 

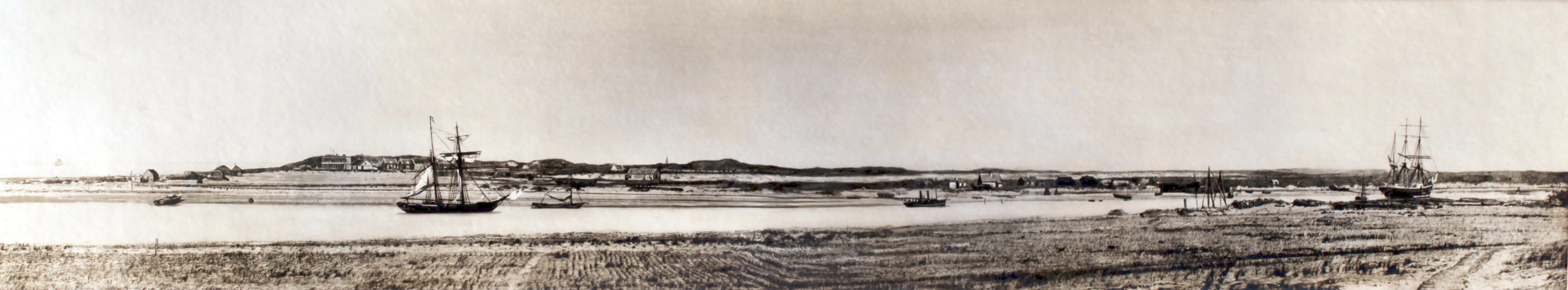
De Nieuwe Waterweg in 1874. Het fort zou op de noordoever komen, aan de overkant van het water, in het midden van de foto.

### Modern en achterhaald

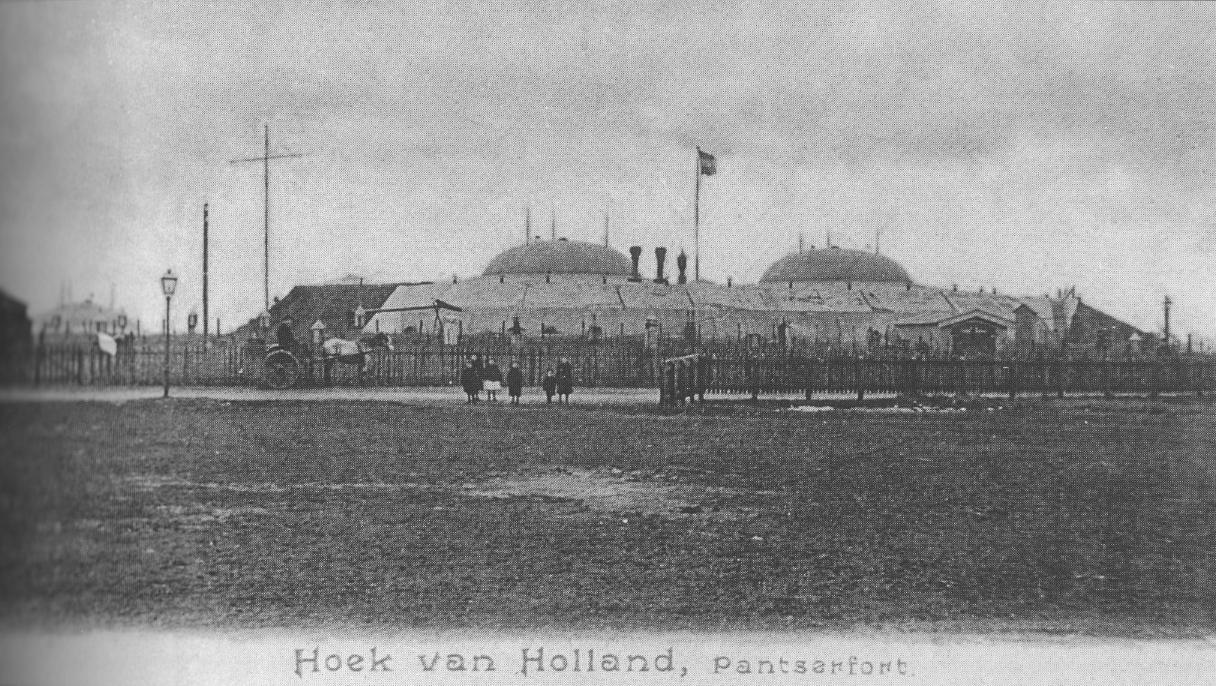
Het fort in 1900.

Het fort is tussen 1881 en 1889 gebouwd als onderdeel van de Nederlandse kustverdediging, ter bescherming van de Nieuwe Waterweg. Het fort werd in 1889 in gebruik genomen, maar was rond de eeuwwisseling door de technische ontwikkelingen al verouderd. Het schieten ging traag en het bereik was klein vergeleken met de modernste slagschepen. Het was een voordeel dat het fort verdekt lag en dus niet vanuit zee te zien was. Vanaf 1903 werd gesproken over verbeteringen en uitbreidingen aan het fort en het geschut, maar niets werd ondernomen vanwege de hoge kosten daarvan en vanwege de bezuinigingen op het leger door het toenmalige kabinet. Pas na het aantreden van Colijn werd besloten het fort te moderniseren. Zo moest de vuursnelheid verbeterd worden door het gebruik van dieselmotoren voor de beweging van de koepels en voor het aanvoeren van projectielen. Ook moest er elektrische verlichting komen in het fort, moest er een nieuw soort rookvrij buskruit gebruikt worden en moesten de pantsergranaten omgevormd worden tot brisant-halfpantsergranaten. Uiteindelijk werden de stoommachines niet vervangen door dieselmotoren vanwege het uitbreken van de Eerste Wereldoorlog. Met de komst van de brisantgranaat werd noodzakelijk geacht de aarden laag op het escarpgebouw te vervangen door een dak van gewapend beton. Het vervangen zou betekenen dat het escarpgebouw een tijd ongedekt zou zijn en dat was onmogelijk na het uitbreken van de Eerste Wereldoorlog en dus werd dit uitgesteld.

### Mobilisatie 1914-1918
Bij het uitbreken van de Eerste Wereldoorlog eind juli 1914 koos Nederland ervoor om neutraal te blijven. Om die neutraliteit te bewaken werd de mobilisatie op 1 augustus 1914 afgeroepen. Twee onderzeeboten bewaakten de toegang tot de Nieuwe Waterweg en ook het fort werd in staat van verdediging gebracht. Omdat het niet permanent was ingericht om zoveel manschappen onder te brengen moesten snel nog extra bedkribben geplaatst worden. Op de eerste mobilisatiedag voor 12:00 moest 90% van de manschappen aanwezig zijn, zodat het mogelijk was de kanonnen te bedienen. Dit zorgde voor chaos op de eerste dag, onder andere bij de smalle toegangstrap naar het fort en bij de foerier waar men het uniform kon inwisselen als dat niet goed meer paste. De wacht bestond door de ernst van de situatie uit meer dan 100 man en de geweergalerij was permanent bezet door 30 man. Men was angstig en bij onregelmatigheden werd er paniekerig gereageerd. Omdat in het fort nieuws over het verloop van de oorlog uitbleef verslechterde de stemming.
Bouwwerken buiten het fort, zoals het liftgebouw en het vredesprivaat (toilet voor wachtlopende soldaten), werden gesloopt. De bewoners van huizen aan de zeekant werden geëvacueerd, maar de huizen werden nog niet gesloopt. Ook met de sloop van het kantinegebouw werd gewacht. Om een beter schootsveld te krijgen werden burgers opgeroepen, veelal werklozen, om een stuk duin ten noorden van het fort af te graven. Later werd het graafwerk voortgezet door soldaten.
Indien de situatie zo ernstig was dat het dorp Hoek van Holland ontruimd moest worden, lag er een evacuatieplan klaar, waarbij alle inwoners, huisdieren en vee overgebracht zouden worden naar 's-Gravenzande. Verschillende verordeningen moesten spionage tegen gaan. Burgers mochten onder andere niet buiten de verharde wegen komen, na zonsondergang mocht de weg langs het strand niet meer betreden worden, mochten er geen foto's gemaakt worden en mochten er geen prenten van het terrein met verdedigingswerken gemaakt worden.
De neutraliteit werd in eerste instantie beschermd door een onderzoeksschip. Dat kon binnenkomende schepen controleren en zo nodig verbieden binnen te varen. Via alarmseinen kon om de hulp van de nabijgelegen torpedoboot en zo nodig van het fort gevraagd worden. Als een buitenlands oorlogsschip binnen de territoriale wateren zou varen, dan werd eerst het sein "onzijdigheid eerbiedigen" gehesen door de Militaire Kustwacht. Zou hier geen gehoor aan gegeven worden, dan vuurde het fort een eerste granaat af voor de boeg van het schip. Werd hier nog niet op gereageerd dan zou er overgegaan worden op het beschieten van het schip.

### Interbellum
Tijdens de Eerste Wereldoorlog werd duidelijk dat Belgische forten niet bestand waren tegen de zware Duitse granaten van de Dikke Bertha. Zo kon in het Belgische fort Loncin bij de inslag een Duitse granaat tot in de kruitopslag raken met een enorme explosie tot gevolg. De explosie en de daarmee gepaarde luchtdruk zorgde ervoor dat de pantserkoepels van 39 ton in de lucht werden geslingerd. Meer dan 250 man kwamen hierbij om en van het fort waren alleen nog brokstukken over. De Franse forten, die iets moderner waren, waren wel bestand tegen het Duitse geschut. Daarnaast werd duidelijk dat pantserkoepels, droge grachten en voorzieningen voor de nabijverdediging ook kwetsbaar waren. Om het fort in Hoek van Holland te verbeteren en de overlevingskansen te vergroten aan de hand van deze geleerde lessen werd in 1917 door Van Essen onderzoek en aanbevelingen gedaan. Hij constateerde dat het fort erg blootgesteld was aan beschietingen vanuit zee. Ondanks de verscholen ligging achter de duinen was het gemakkelijk te herkennen door markante bouwwerken in de buurt. Het fort zelf had geen kans tegen beschietingen vanuit zee, omdat het bereik van de eigen kanonnen met 7500 tot 8000 m niet voldoende was tegen modern scheepsgeschut met een groter bereik. Verder waren de pantserkoepels niet bestand tegen dit zware geschut en de onderliggende kruit- en munitiemagazijnen lagen ook kwetsbaar. Van Essen gaf een aantal adviezen zoals het vullen van de droge gracht met aarde om beter bestand te zijn tegen zware granaten, het verplaatsen van het munitiemagazijn en het verplaatsen van het torpedostation naar een plek buiten het fort. Het torpedostation werd ondergebracht in een schuilplaats van gewapend beton in de buurt van de kabelkist, waarmee de mijnen geactiveerd konden worden. Er werd in die tijd gedacht over de bouw van een nieuwe kustbatterij die wel wat kon uitrichten tegen modern scheepsgeschut vanuit zee; dat was de reden dat overige kostbare verbeteringen aan het fort werden uitgesteld. Wel werden er in de duinen een stelsel van betonnen schuilplaatsen en loopgraven gebouwd.
Toen de koepels in 1922 voor onderhoud geverfd moesten worden werd voorgesteld te onderzoeken of ze met een camouflagebeschildering minder zouden opvallen. Ondanks dat de volvormige koepels afstaken tegen de horizon werd de test doorgezet en werd de B-koepel voor de helft beschilderd met camouflagetinten. Vergeleken met de A-koepel die nog de originele grijsgroene kleur had, viel de B-koepel van dichterbij meer op. Een grijsgele kleur was ook geen goede keuze omdat daarmee de betonnen rand om de koepel vanuit de lucht meer zou opvallen. Uiteindelijk werd besloten om de koepels maar grijs te schilderen, om niet meer geld uit te geven aan het verouderde fort.
Vanaf 1922 maakte het fort deel uit van de Vesting Holland.

### Tweede Wereldoorlog
Terwijl de Tweede Wereldoorlog in 1939 in Oost-Europa al was uitgebroken, werden er in het duingebied nog een aantal betonnen schuilplaatsen en mitrailleurkazematten gebouwd. Ook werd in duinen een kustbatterij geplaatst met 15 cm lang 40 geschut, dat op 12 oktober 1939 de eerste schietoefening deed.
In 1939 op 28 augustus werd de algehele mobilisatie afgekondigd met als eerste mobilisatiedag 29 augustus, waarmee de bemanning van het fort op oorlogssterkte werd gebracht. Lang had het geschut niet meer gefunctioneerd dus toen het fort weer bezet was, werd de eerste taak het geschut gevechtsklaar maken. Door de afwezigheid van deskundigen was dit geen gemakkelijke taak. Alle verloven van soldaten werden op 7 mei ingetrokken. Tussen 7 en 10 mei 1940, vlak voor het invallen van het Duitse leger, was het fort zodanig paraat dat op alle momenten wanneer nodig snel gevuurd kon worden. Op 9 mei werd, na een telefonische waarschuwing van de Chef Marinestaf, tegen 03:00 uur voor heel Hoek van Holland een gevechtsklare toestand bevolen. Uiteindelijk werd Nederland op 10 mei binnengevallen door het Duitse leger. Duitse parachutisten landden op de zuidelijke oever van de Nieuwe Waterweg en daarop werden beschikbare manschappen, zo'n 12 onderofficieren en 50 korporaals en manschappen, van het fort naar het eiland Rozenburg gezonden. Het detachement keerde op 11 mei terug met 12 gevangengenomen Duitse militairen en buitgemaakte lichte mitrailleurs. De gevangenen werden op het fort vastgehouden. Op de dag van de invasie legden Duitse watervliegtuigen magnetische mijnen in de Waterweg. Vruchteloos werd geprobeerd deze te laten ontploffen door met het koepelgeschut erop te schieten. In de drie dagen erna werd het Staelduinse Bos onder vuur genomen, ter ondersteuning van de Nederlandse infanterie, omdat daar zich Duitse parachutisten schuilhielden. Door het slechte onderhoud van de kanonnen en gebrek aan deskundigheid bij het personeel traden door het schieten storingen op waardoor op 13 mei de twee 15 cm kanonnen en het draaimechanisme van de B-koepel uitvielen.
Op 13 mei werd de luchtverdediging rond het dorp versterkt door extra luchtdoelgeschut en -mitrailleurs. Deze versterking was nodig om het vertrek van de Nederlandse regering en koningin Wilhelmina naar Engeland te beveiligen. Met pantserwagens waren de ministers van het Kabinet-De Geer II op 13 mei uit Den Haag komen rijden om in het fort nog een laatste vergadering te houden. Van het oorspronkelijke plan om naar het nog veilige Zeeland te gaan met een Britse torpedojager werd afgezien, en besloten werd om direct uit te wijken naar Engeland. Om 19:20 uur gingen de ministers en de koningin met de HMS Windsor naar Harwich. Nederland capituleerde op 15 mei en op 16 mei werd het fort door de Duitsers bezet. Voor de capitulatie was het personeel nog in staat geweest de aanwezige kanonnen en vuurleidingsapparatuur te vernielen.
Tijdens de Duitse bezetting werd het fort gebruikt voor diverse doeleinden. Zo werden er manschappen in ondergebracht en was er een stoorzender, de telefooncentrale van de Kriegsmarine, een werkplaats en de militaire bakkerij gevestigd. Ook werd het als opslagplaats gebruikt voor de Kriegsmarine, was er een klein militair hospitaal en werden er korte tijd mensen opgesloten. Aan het fort werden de nodige aanpassingen verricht. In 1943 werd een grote lift gebouwd en werd een nieuwe bakoven geïnstalleerd waarmee dagelijks 5000 broden gebakken konden worden. De pantserkoepels, de machines, de stoomketels en het geschut werden in 1943 uit het fort verwijderd om omgesmolten en gebruikt te worden in de Duitse industrie. Het hiermee ontstane gat werd gedicht met een betonnen dak met bovenop een Tobruk. Alleen de geweergalerij had nog verdedigende waarde en bleef gespaard. In de nabijheid werden nieuwe versterkingen gebouwd die deel uitmaken van de Atlantikwall.

### Naoorlogse tijd
Na de Tweede Wereldoorlog werd het fort in gebruik genomen door de Koninklijke Marine; eerst als marinekazerne en later als opslagplaats. Van 1978 tot 1987 stond het fort leeg en trad het verval in. In 1987 werd in het fort een tentoonstelling gehouden over Hoek van Holland voor, tijdens en na de Tweede Wereldoorlog. De organisatoren richtten hiervoor de Stichting Fort aan den Hoek van Holland op. De tentoonstelling, die van 30 april tot 10 mei 1987 gehouden werd, trok 20.000 bezoekers. Van 1989 tot 2014 was het Nederlands Kustverdedigingsmuseum in het fort gevestigd. Sindsdien wordt het fort onder de naam Fort 1881 beheerd door een commerciële partij. Naast als museum, met ditmaal het fort zelf als belangrijkste onderwerp, wordt het fort ook gebruikt voor exposities en evenementen.

## Ontwerp
Om de Nieuwe Waterweg te beschermen werd in 1875 de bouw van een verdedigingswerk op de noordelijke oever voorgesteld. Het eerste voorstel was een voorontwerp dat verder uitgewerkt diende te worden. Over een aangepast ontwerp werd in 1877 vergaderd door een nieuw ingestelde Commissie voor de Kustverdediging. Deze commissie achtte twee bouwwerken nodig: een hooggelegen observatiepost die de kustbatterij en de duinen moest gaan beschermen en de lager gelegen kustbatterij zelf. De kustbatterij was bedoeld om vijandelijke schepen die de Nieuwe Waterweg naderden te beschieten. Ook zou de kustbatterij kunnen helpen met het verdedigen van het duingebied.
Met het graven van de Nieuwe Waterweg door 's Rijks Waterstaat zou veel grond vrijkomen. Dat gaf het Ministerie van Oorlog de kans die vrijkomende grond voordelig te gebruiken om de defensie te verbeteren. Wel zou dan snel een besluit genomen moeten worden over de locatie en vorm van het verdedigingswerk. Er waren vier alternatieve ontwerpen en locaties, waarvan één op de zuidelijke oever. Tegen 1878 was met de bouw van het pantserfort van de Harssens bij Den Helder begonnen en in 1880 werd door de Minister van Oorlog besloten dat ook bij IJmuiden en Hoek van Holland een pantserfort moest komen. Een pantserfort was nodig om maximale weerstand tegen zwaar geschut vanuit zee te kunnen bieden. Voor de huidige locatie werd gekozen, omdat vanaf die plek de torpedoversperring in de Nieuwe Waterweg gedekt kon worden. Een meer vooruitgeschoven locatie zou meer last hebben van verstuiving van zand. Een locatie op de zuidelijke oever had niet de voorkeur, vanwege de afgelegen ligging.
Er werd een nieuw ontwerp gemaakt dat uitging van twee grote koepels met ieder twee kanonnen van 24 cm lang 30. Daarnaast was er plaats voor een kleinere koepel met twee kanonnen van 15 cm lang 24. De grote kanonnen waren bedoeld om de rivier, de zee en de torpedoversperring te bestrijken. Ook konden ze ingezet worden om de duinen en gebieden ten zuiden van de rivieren te beschieten. De kleine kanonnen waren voornamelijk bedoeld om kleine vaartuigen die de torpedoversperring probeerden te neutraliseren te beschieten. Deze torpedoversperring werd gelegd om te voorkomen dat vijandelijke schepen de rivier op konden varen.
In het eerste ontwerp werden de koepels in een driehoek geplaatst, maar dit werd voor een betere bescherming van de kleine koepel veranderd. Zo kwam de kleinere koepel, verlaagd, schuin achter de grote koepels. Ook werd de oostelijke koepel iets naar het zuiden geplaatst waardoor de twee grote koepels niet elkaar zouden belemmeren in het schootsveld naar zee. Doordat de koepels konden draaien, kon een grotere schootsveld bereikt worden, hoewel dit door de aanwezigheid van de duinen wel voor een deel beperkt werd. De landzijde zou beschermd worden vanuit een gepantserde galerij door infanterie en Hotchkisskanonnen.

## Bouw
Het bouwproject kan in drie fases verdeeld worden. De eerste fase bestond uit het nodige graafwerk waarop de funderingen zouden komen en de bouw van een directiegebouw. De tweede fase betrof de aanleg van de funderingen en de derde het metselwerk. Alle drie de fases werden afzonderlijk uitbesteed aan aannemers.
Terwijl de details van het ontwerp nog uitgewerkt moest worden, werd in het voorjaar van 1881, gebaseerd op een voorlopig ontwerp, begonnen met de eerste fase van het bouwproject. Met de tweede fase werd op 1 november 1881 begonnen. Dit werk bestond uit het leggen van de fundering van het fort. Eerst werd een zandbed gelegd. Daar waar de twee grote koepels moesten komen, werden vervolgens per koepel 215 houten palen van 10 meter lengte in de grond geslagen. De kleine koepel kreeg 99 van dergelijke palen. Tussen de palen werd een roosterwerk gemaakt waartussen beton werd gestort. Het metsel- en aardwerk werd in de derde fase aanbesteed. Deze fase bestond uit de bouw van onderkomens voor opzichters en het metselwerk van de onderbouw van de koepels, het contrescarp- en escarpgebouw, de contrescarpgalerij, caponnières, bekledingsmuren en beren. Daarnaast bestond het uit aardwerk, het plaatsen van ramen, deuren, kozijnen en trappen en inrichtingsgoederen, zoals kasten, geweerrekken, kachels, tafels en stoelen. Het derde deel was begroot op 497.000 gulden en werd aangenomen voor 491.000 gulden.
Nadat het metselwerk gereed was werden tegen en op het escarpgebouw en het contrescarpgebouw lagen zand en klei aangebracht. Deze lagen beschermden de ondergelegen gebouwen. De dikte bedroeg 3 meter aan zand en een halve meter aan klei, dat afgedekt was met graszoden.
Omdat de koepels later klaar waren dan de onderbouw waar deze koepels boven moesten komen, werd in de vierde bouwfase een tijdelijk dak gebouwd op de plek waar de koepels zouden moeten komen. Ook hield de vierde fase in het treffen van de voorbereidingen voor het plaatsen van de koepels.

### Pantserkoepels

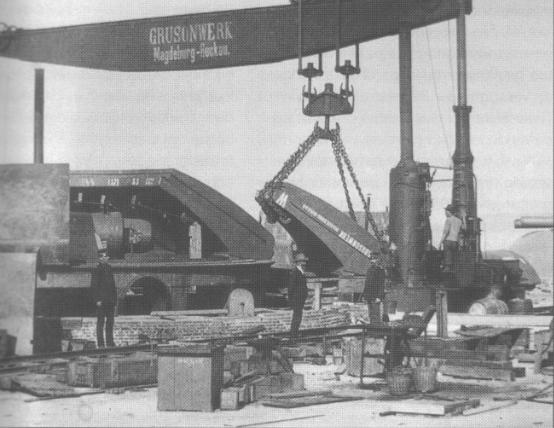
Plaatsing van de pantserkoepels van fort Pampus tussen 1887 en 1895. Het plaatsen geschiedde vergelijkbaar als bij het fort Hoek van Holland.

Het geschut van het fort werd beschermd door gietijzeren pantserkoepels. Samen met het voorpantser bedroeg het gewicht van een grote koepel 750.000 kilogram. De drie koepels konden niet in Nederland geproduceerd worden. Ze werden, net als andere koepels bestemd voor Nederlandse forten, besteld bij de Duitse fabrikant Gruson. Het fabriceren, inrichten en plaatsen van de zware koepels werd voor 1.740.000 gulden aangenomen. In de fabriek werden voor de diverse pantserdelen mallen gemaakt waar gietijzer in gegoten werd. Gegoten delen werden vervolgens gekoeld waar soms scheurtjes bij optraden door de grootte van de delen. Van één onderdeel waren de scheuren zo erg dat de Nederlandse opzichter met de fabrikant overeenkwam om, tegen een korting, het onderdeel te plaatsen op een plek die niet blootgesteld zou zijn aan vijandelijk vuur.
Na de fabricage werden de onderdelen voor de drie koepels per schip naar Hoek van Holland vervoerd. Bij het fort waren meerdere aanpassingen verricht om de pantserdelen te kunnen plaatsen. Zo was er een aanlegplaats gemaakt, waar de pontons konden aanmeren. Verder was er vanaf de aanlegplaats een tijdelijke spoorbaan aangelegd met een brug over de droge gracht naar de losplaats. Het op de juiste plek plaatsen van de pantserdelen geschiedde door middel van een door Gruson geplaatste portaalkraan.
De pantserkoepels hadden ieder twee schietgaten waar de lopen van het geschut uitstaken. Stoomkracht geleverd door twee stoomketels zorgde ervoor dat de koepels konden draaien. Bij het volledig of gedeeltelijk uitvallen van de stoomkracht was handmatig draaien ook mogelijk.

## Classificatie en naamgeving
Bij de bouw van het fort werd nog gesproken over het Fort aan den Nieuwen Maasmond. Omdat dit verwarring kon opleveren met een fort dat bij de Nieuwe Maasmond bij Geertruidenberg gebouwd werd, werd de naam van het fort veranderd naar Fort aan den Hoek van Holland. Tegelijkertijd werd het fort gerangschikt. Dit was belangrijk voor het vaststellen en handhaven van de Kringenwet, die aan de hand van de classificatie het aantal meters vanaf het fort bepaalde waarbinnen niet gebouwd mocht worden. De classificatie die het fort kreeg was de eerste klasse en had daarmee te maken met de strengste beperkingen. Er waren drie verschillende zones als cirkels rond het fort van 300 meter, 600 meter en 1000 meter gemeten vanaf het fort. Binnen de eerste cirkel waren de regels het strengst, meer naar buiten werden de regels soepeler. Zo mocht binnen de binnenste ring helemaal niets gebouwd worden. Binnen de tweede cirkel mocht alleen met hout gebouwd worden, op de schoorsteen na, en mocht geen kelder gebouwd worden. Zou er oorlog uitbreken, dan kon de fortcommandant opdracht geven om de houten gebouwen in deze cirkel af te laten branden. Binnen de buitenste kring mocht er met steen gebouwd worden, maar wel met een beperkte bouwhoogte. Door middel van kringpalen waren de cirkels rond het fort gemarkeerd.

## Verdediging

### Koepelgeschut
Het geschut voor de koepels bestond uit vier kanonnen van 24 lang 30 aangeschaft bij het Duitse bedrijf Friedrich Krupp AG. Het had een achterlaadvuurmond. Aan de buitenkant liep de loop trapsgewijs af. De kanonnen waren geplaatst op hydraulische affuiten, noodzakelijk voor het op en neer kunnen bewegen en daarmee het richten van de kanonnen. Doordat in de koepels maar kleine schietgaten zaten was het niet mogelijk de kanonnen op vaste affuiten op en neer te laten bewegen, zoals dat wel kon bij kustbatterijen in de openlucht. In dit geval moesten de affuiten met daarop de kanonnen in hun geheel op en neer kunnen bewegen. Vanwege het gewicht van de kanonnen en de affuiten was hier een hydraulisch systeem voor ontworpen. De pompen die hiervoor nodig waren werden door stoomkracht of handmatig aangedreven.
Bij het richten op een doel was de richting van de koepel en de elevatie van het kanon van belang. Ten eerste was er een observatiekoepel waar de fortcommandant het gevecht leidde. Hij gaf aan de koepelcommandanten door welke doelen zij moesten bestrijden. De juiste richting van de koepels verkreeg men in eerste instantie door een koepelvizier met vizierkorrel dat aan de koepel zat. Bij de ingebruikneming van de koepelafstandsmeter werden de koepelvizieren en vizierkorrels weggenomen. Tevens was aan de binnenzijde van de koepel te zien hoe de stand van de koepel was aan de hand van de koepelgradenboog. Zo waren er herkenningspunten uit de regio geprojecteerd alsook richtingen waarin niet geschoten mocht worden, omdat dan een andere koepel geraakt zou worden. Bij kustbatterijen was het van belang dat de juiste afstand en snelheid van het doel snel bepaald werd. Schieten op het oog was moeilijk door de grote afstanden. Om die reden moest er geschoten worden aan de hand van berekeningen. Dit deed men aan de hand van de driehoeksmeting.

### Nabijverdediging
De forten moesten goed bestand zijn tegen vijandelijk vuur vanuit schepen op zee of de rivier, maar ook tegen een vijand aan land die dichter genaderd was. In eerste instantie werden daarvoor loopgraven bedacht, maar die werden geschrapt omdat ze niet goed bestand waren tegen een sterke tegenstander. Om een goede bescherming te bieden werd aan de landzijde van het fort een gepantserde geweergalerij geplaatst. Deze was gemaakt van gewalste ijzeren pantserplaten, tussen pijlers van hard ijzer, geplaatst onder een hellingshoek. Uit tests bleek dat een dikte van 12 of 15 centimeter genoeg zou zijn, maar voor extra bescherming en rekening houdend met toekomstige wapenontwikkelingen werd gekozen voor een dikte van 20 centimeter. In deze platen zaten kleine schietgaten bestemd voor geweervuur en grotere voor de vijf Montigny mitrailleurs M'83. Het dak van de galerij werd gemaakt van oude spoorstaven met een laag beton. Over een lengte van 50 meter werd het dak nog eens verstevigd met vloeiijzeren blokken. Binnenin de geweergalerij stonden de mitrailleurs op een platform om bij de gaten te kunnen. Voor infanteristen was de hoogte zodanig dat zij normaal konden staan en schieten. Om het terrein te kunnen waarnemen werd eerst nog de observatiekoepel gebruikt, maar omdat dat niet praktisch was, werden in de bepantserde wand twee kijkspleten aangebracht.
Bij de Duitse bezetting van het fort in 1940 hebben de Duitsers voor een betere bescherming een laag aarde tegen de galerij gestort. Om de schietgaten vrij te houden werden die met metselwerk omgeven. Bij de restauratie van het fort is de aarde weer verwijderd en de galerij weer in oude staat hersteld.
Naast de geweergalerij kon voor de verdediging van dichtbij gebruikgemaakt worden van middelen om een opmars van een vijand te vertragen zoals het plaatsen van trapgranaten. Dit waren oude artilleriegranaten die ingegraven waren en dienden als landmijn. Verder waren rondom het fort versperringen met gespannen draden aangebracht.

### Grachtverdediging

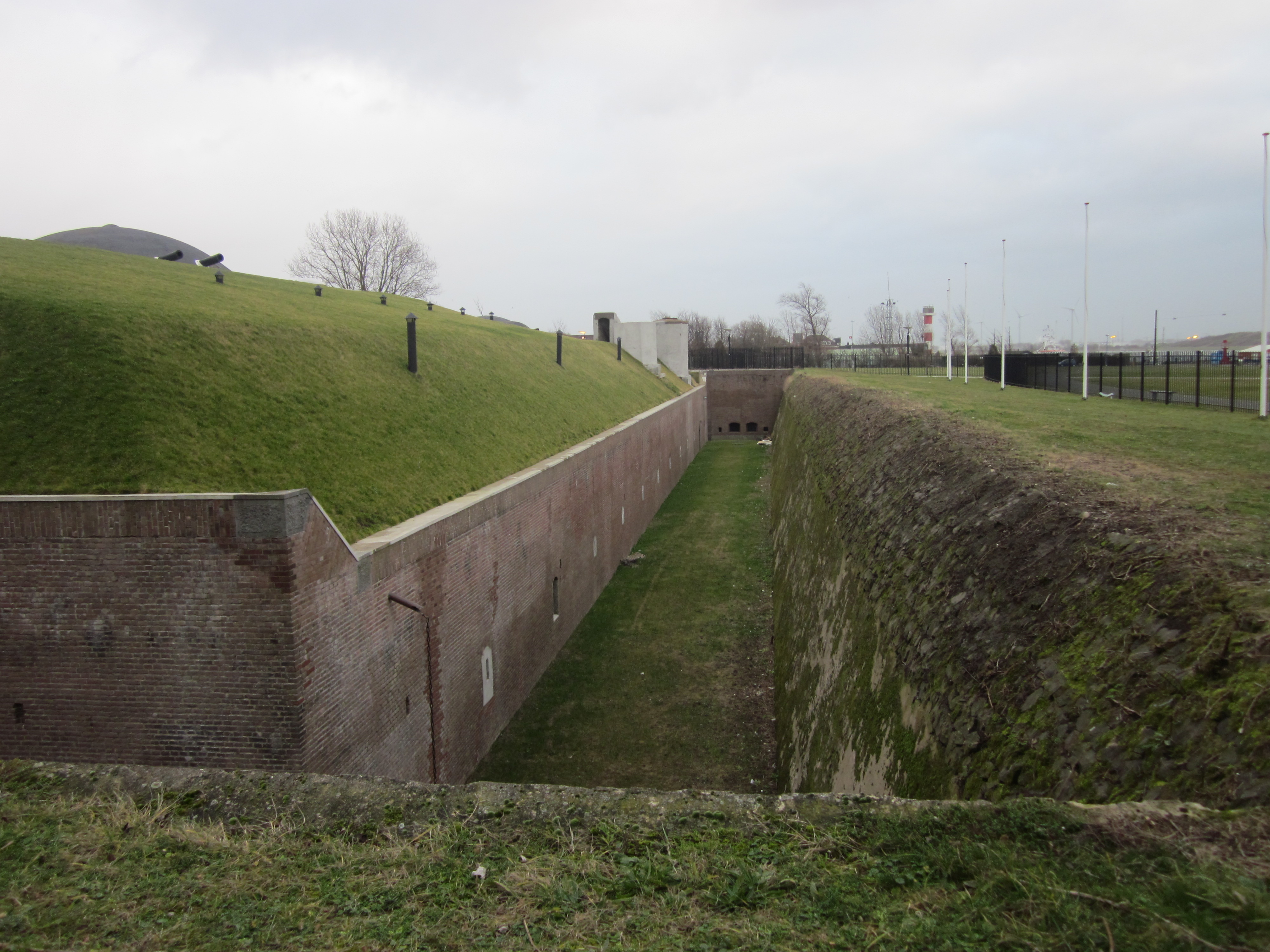
Droge gracht met aan de achterzijde de caponnière die de gracht flankeerde.

Rond het fort lag een droge gracht. Deze was zodanig ontworpen dat een eventuele vijand die de gracht wist te bereiken nergens dekking kon vinden. De gracht kon via twee holle beren en caponnières worden bestreken. Daarnaast lagen aan beide kanten van de holle beer kleine natte diamantgrachten waarmee de stormvrijheid verder werd verkleind. Voor de grachtverdediging was in iedere caponnière een kanon van 8 centimeter opgesteld. Ook bezat iedere caponnière een mitrailleur M'83. In 1924 was het kanon zodanig verouderd dat het niet meer geschikt was voor een goede verdediging van de gracht, zodat naar een beter kanon werd gezocht. De marine bood een gebruikt kanon aan, maar dat aanbod werd afgeslagen. Besloten werd om de kanonnen te vervangen door Vickers mitrailleurs M'18. In 1930 werd geconcludeerd dat ook deze mitrailleurs niet meer voldeden. Uiteindelijk werden maar twee nieuwe mitrailleurs toegekend aan het fort. Deze waren bedoeld voor luchtverdediging. Omdat de hiervoor bedoelde affuiten niet aanwezig waren, werden de mitrailleurs geplaatst in de geweergalerij. Zodoende waren er geen mitrailleurs waar de gracht mee verdedigd kon worden.
De gracht was eveneens te bestrijken vanuit de lokalen langs de gracht. Die bezaten ramen en door daar een ijzeren luik voor te schuiven waar enkele schietgaten in zaten, werden de soldaten erachter beschermd.

### Torpedoversperring

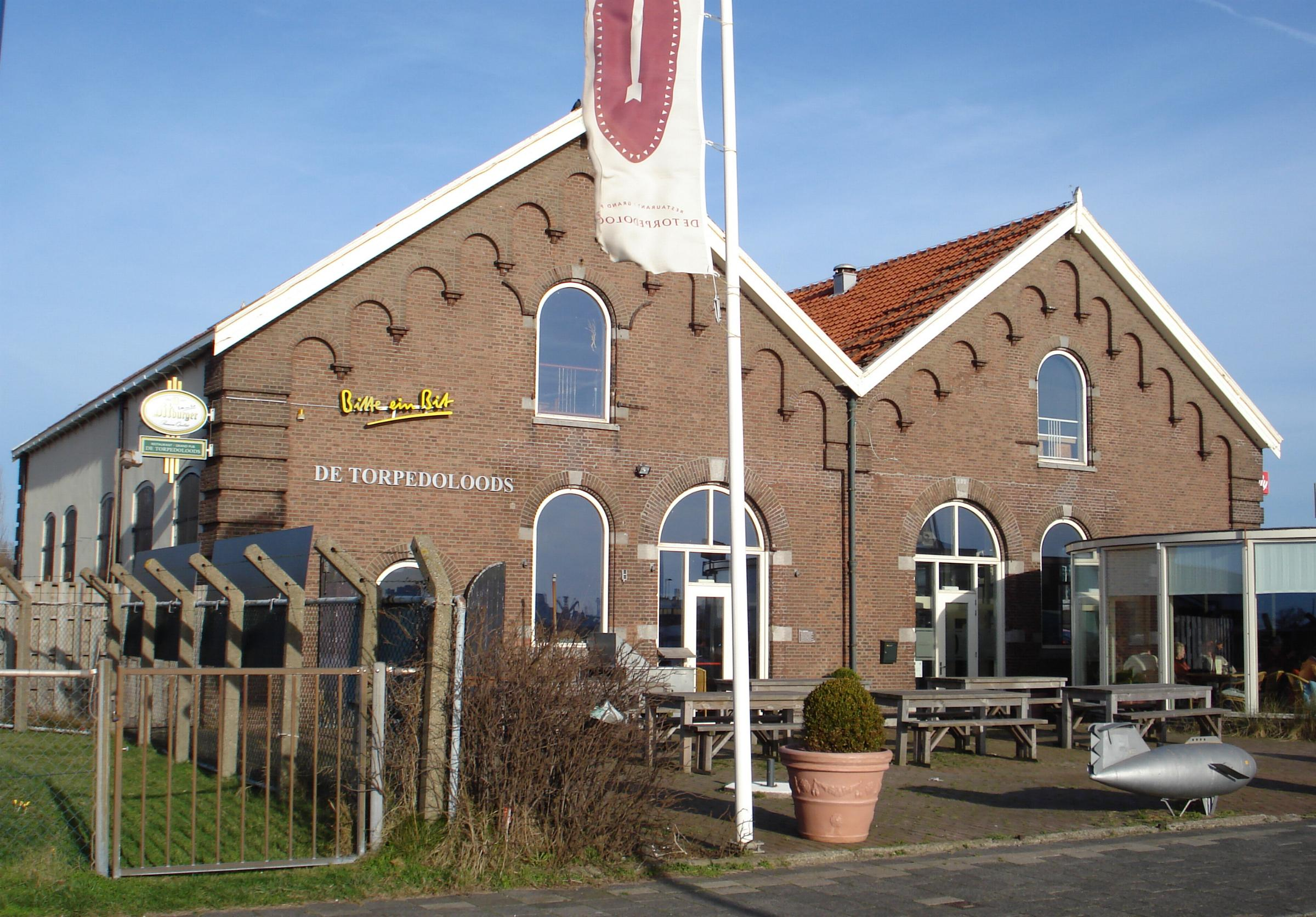
De Torpedoloods waar de mijnen opgeslagen werden.

Een belangrijke manier om de vaarweg te beschermen tegen vijandelijke schepen was de mijnversperring. Het fort was zo geplaatst dat het bescherming kon bieden wanneer een vijand zou trachten de versperring onschadelijk te maken. Ook zou het vijandelijke schepen die beschadigd raakten door een mijnexplosie, verder kunnen vernietigen. De mijnversperring bestond uit een reeks elektroschokmijnen die zo'n 2 meter onder het oppervlak dreven en met een staaldraad aan de bodem waren verankerd. Deze mijnen waren via elektrische kabels verbonden met de wal en konden zo geactiveerd en gedeactiveerd worden vanuit het fort, waar een lokaal ingericht was met één of meer ontstekingstafels. De plaats in de rivier was geschikt voor dit type mijnen vanwege de geringe invloed van eb en vloed. In de Nieuwe Waterweg lagen 4 reeksen met mijnen die als een schaakbordpatroon geplaatst konden worden.
In vredestijd werden de mijnen en ander materieel opgeslagen in het torpedomagazijn bij de Berghaven, de Torpedoloods. De daar opgeslagen mijnen konden via een loopkraan op een railwagen gehesen worden en via een smalspoorsysteem naar de haven gereden worden. In de haven kon men beschikken over een hijskraan waarmee de mijn in de boot gehesen kon worden.

## Organisatie
De oorlogsbezetting bestond in 1909 uit 327 man, waaronder een kapitein, 2 luitenants, 2 sergeant-majoors, 21 sergeants, 24 korporaals, en 249 kanonniers. Dit aantal is exclusief het personeel van het Korps Torpedisten. De bezetting was verdeeld in vier groepen: A, B, C en D. Deze groepen rouleerden voor de wacht, 1e rust, reserve en 2e rust. Dagelijks werd bekendgemaakt welke groep die dag de wacht had en daarmee het fort moest bewaken en moest voorkomen dat de vijand het fort kon naderen. Had groep A de wacht, dan was automatisch groep B, die net de wacht had gehad, de 1e rust zodat zij konden uitrusten. Groep C was dan de reserve en groep D de 2e rust. Werd het signaal "alarm" gegeven door de fortcommandant dan mochten degenen die ingedeeld waren bij rust 1 en 2 blijven rusten. De reserve, die gekleed rustten, moesten in het geval van het signaal "alarm" wel aantreden. Alleen bij het signaal "generale mars" moest iedereen aantreden. Dit signaal werd alleen gegeven als het nodig was dat de hele bezetting aanwezig was.

### Huisvesting

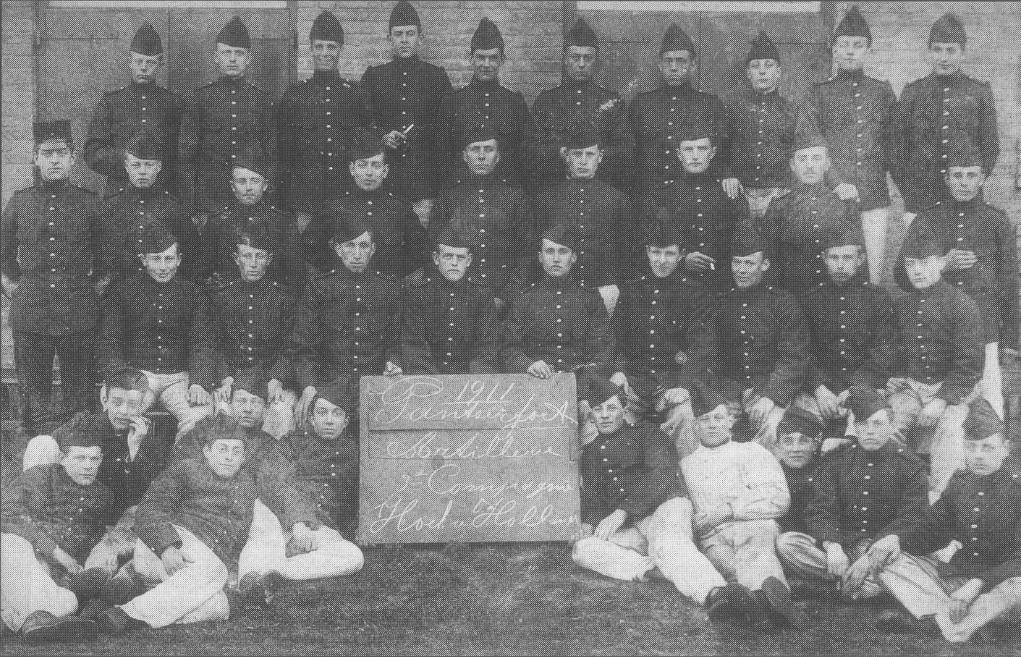
Manschappen in Hoek van Holland, 1911.

Het aantal man dat gelegerd kon worden in het fort werd bepaald aan de hand van het aantal bedden. Mocht het zo zijn dat niet voor iedereen een vaste slaapplaats was, dan werden slaapplaatsen gedeeld. Dit was mogelijk, omdat een deel van de bezetting 's nachts wacht moest lopen en daardoor geen slaapplaats nodig had.

De manschappen sliepen in legeringslokalen in het fort. Tussen de gewone soldaten sliepen ook de korporaals om de orde te handhaven. Onderofficieren en officieren sliepen in aparte legeringslokalen. De lokalen voor de minderen waren ingericht met onder andere het volgende meubilair: ijzeren bedden, kasten, geweerrekken met karabijnen, houten tafels en banken. Per soldaat was er gerekend op een zo'n meter bergruimte. Daarnaast had een soldaat de beschikking over een eigen afsluitbare plunjekist. Soldaten konden zich opfrissen en scheren met het handwasbakje en 's nachts en 's avonds hun blaas legen in de urineton, die 's ochtend weer werd geleegd. Onderofficieren beschikten over dezelfde voorwerpen, maar hoefden die met minder mensen te delen. Verder hadden zij ook de beschikking over serviesgoed, glazen en bestek. De officieren en de fortcommandant sliepen in vredestijd niet in het fort, maar in het directiegebouw naast het fort. Dat was ruimer en comfortabeler. In tijden van dreiging verbleven zij wel in het fort, maar hadden wel de beschikking over uitgebreider meubilair en huisraad dan de lagere rangen. De commandant had een eigen lokaal waarin ook een bureau, een boekenkast en een tafel met stoelen stond. Ook had hij een klok en een kluis voor het bewaren van belangrijke papieren en de kas.
De muren van de lokalen waren wit geverfd, met een zwarte rand vanaf de grond. De verlichting bestond oorspronkelijk uit een enkele petroleumlamp die bij de deur hing. Een kachel zorgde voor de warmte in de ruimte. Buiten bij de deur stond het nummer van het lokaal vermeld en het onderdeel dat er gelegerd was.

### Wacht

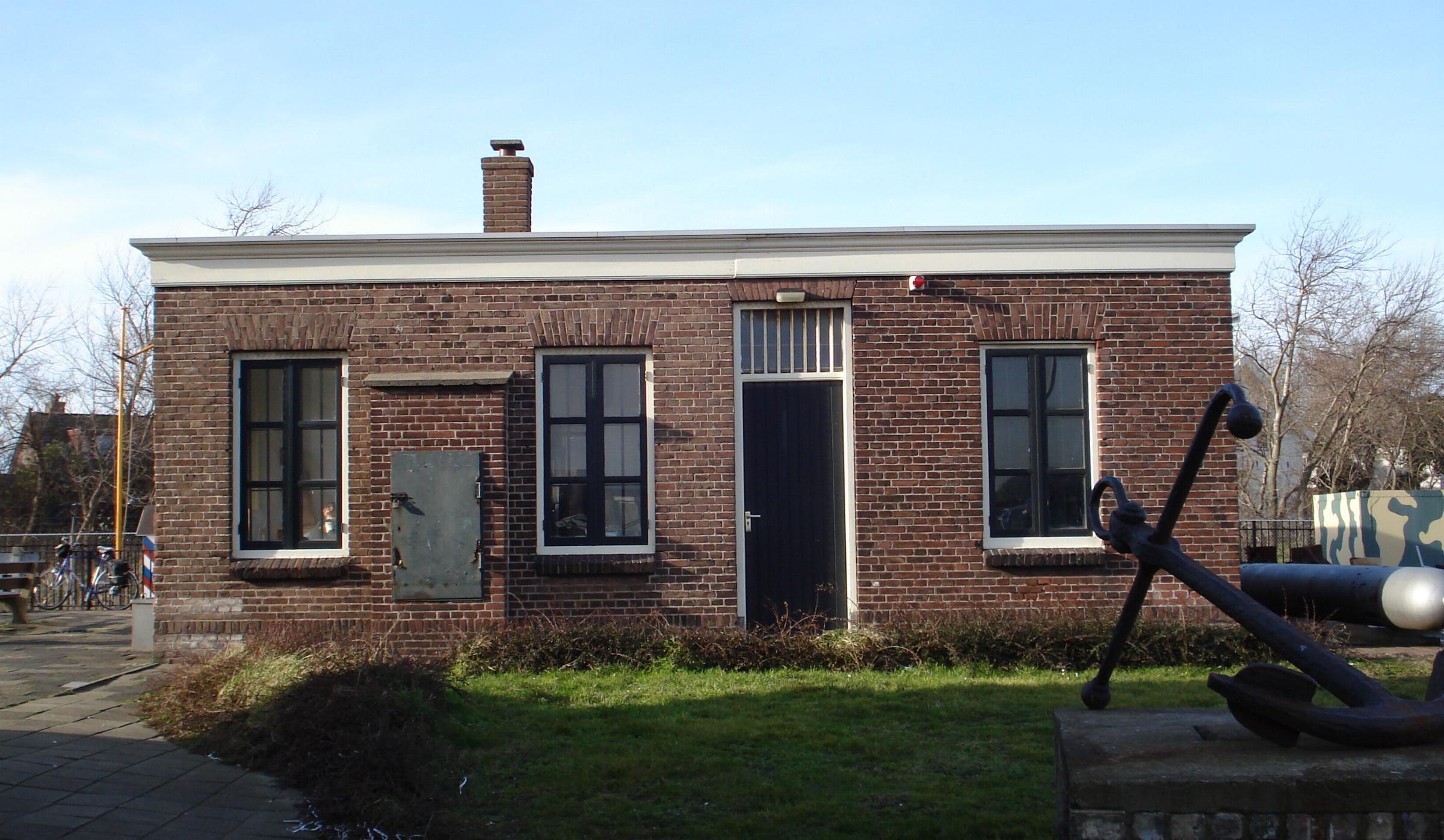
Het stenen wachtgebouw uit 1926 op het glacis.

De wacht werd gehouden door een wachtcommandant en drie soldaten. De wachtcommandant kon een onderofficier of een korporaal zijn. De wacht moest erop toezien wie het fort wilde betreden en wie het fort wilde verlaten. Daarbij hadden zij een register met gestraften die het fort niet uit mochten en soldaten die een vergunning hadden het fort 's avonds te verlaten. Ook zagen zij erop toe dat er geen verboden goederen het fort in gesmokkeld werden en dat er geen goederen gestolen werden. Daarnaast moesten zij de orde bewaken binnen en buiten het fort. In de reglementen stond beschreven wat de wacht moest doen bij calamiteiten, zoals brand of samenscholingen. Bij de toegangstrap naar het fort stond in vredestijd altijd een wacht. Het eerste onderkomen voor degene die wacht liepen was in het fort zelf. Later werd een houten wachtgebouw op het glacis gebouwd, dat in 1926 werd vervangen door een stenen gebouw.

### Kantinegebouw

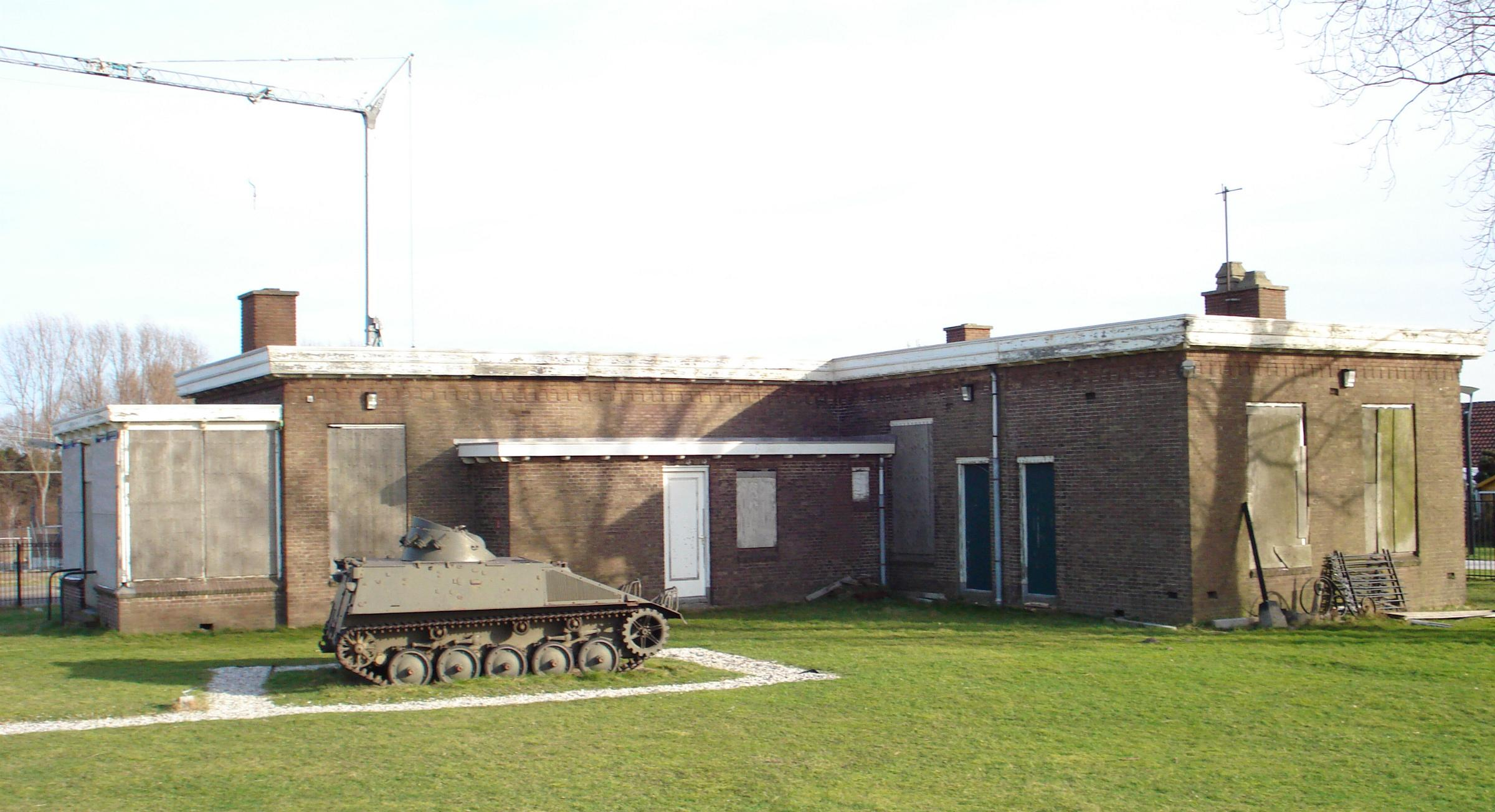
Kantinegebouw gebouwd in 1909.

In 1909 werd een kantinegebouw gebouwd om de manschappen de gelegenheid te geven bovengronds te komen. Er was een keuken en er werd door de manschappen gescheiden van de officieren gegeten. In een gymnastieklokaal kon gesport worden. Manschappen konden in het gebouw ook bier en jenever kopen, alsook kaarten, enveloppen en postzegels. Het benodigde schrijfmateriaal was aanwezig. Daarnaast konden de manschappen zich in het kantinegebouw ontspannen. Er lagen kranten en tijdschriften, gezelschapsspellen, er kon handenarbeid verricht worden, cursussen konden gevolgd worden, culturele bijeenkomsten werden er georganiseerd en de traditionele feesten als Koninginnedag, Sinterklaas en kerst werden er gevierd.

### Gezondheid
In het fort was een kleine apotheek en drie ziekenkamers met een aantal bedden. Werden soldaten ziek tijdens vredestijd, dan kon men terugvallen op burgerziekenhuizen, doch was er een kamer beschikbaar waar maximaal vijf zieken verzorgd konden worden. Mocht het aantal van vijf overschreden worden of een patiënt ernstig ziek worden, dan werden zieken naar het Militair Hospitaal in Den Haag overgebracht. Allerlei soorten gebruiksvoorwerpen waren aanwezig om de zieken in het fort te kunnen verzorgen, zoals kleding voor de patiënt, verbanden, thermometers en wasmiddelen. Patiënten die leden aan besmettelijke ziektes werden behandeld in een apart quarantainegebouw op het terrein. Om de patiënten te laten aansterken was de voeding gezond.
Overleed een militair op het fort, dan werd zo snel mogelijk de familie ingelicht. Op het fort was een voorraad hout aanwezig om de kist te kunnen maken. De plaats waar de overledene begraven zou worden, werd bepaald in samenspraak met de familie. De begrafenis was zo mogelijk altijd buiten het fort; in geval van belegering had deze in de droge gracht moeten plaatsvinden.

## Voorzieningen

### Verlichting
Voordat er elektrische verlichting geïnstalleerd was op het fort, werden de gangen en kamers van het fort verlicht met petroleumlampen en lantaarns. Niet alle vertrekken werden 's nachts verlicht. Gangen, trappen, privaten en de ingang naar de privaten waren 's nachts altijd verlicht. In ruimtes die bij alarm meteen gebruikt moesten kunnen worden, bewoond of onbewoond, bleef 's nachts ook altijd minstens een lamp branden, doch getemperd. De wachtlopende sergeant zag erop toe dat de lampen niet hoger brandden dan nodig was. Tegen 1910 werd in het fort elektrische verlichting geïnstalleerd. In eerste instantie 140 lampen van 20 watt. Later werden deze lampen vervangen door lampen van 40 watt. De benodigde energie kon men verkrijgen door een stoomdynamo te laten lopen. In vredestijd werd de benodigde energie geleverd door een civiele energiemaatschappij.

### Water

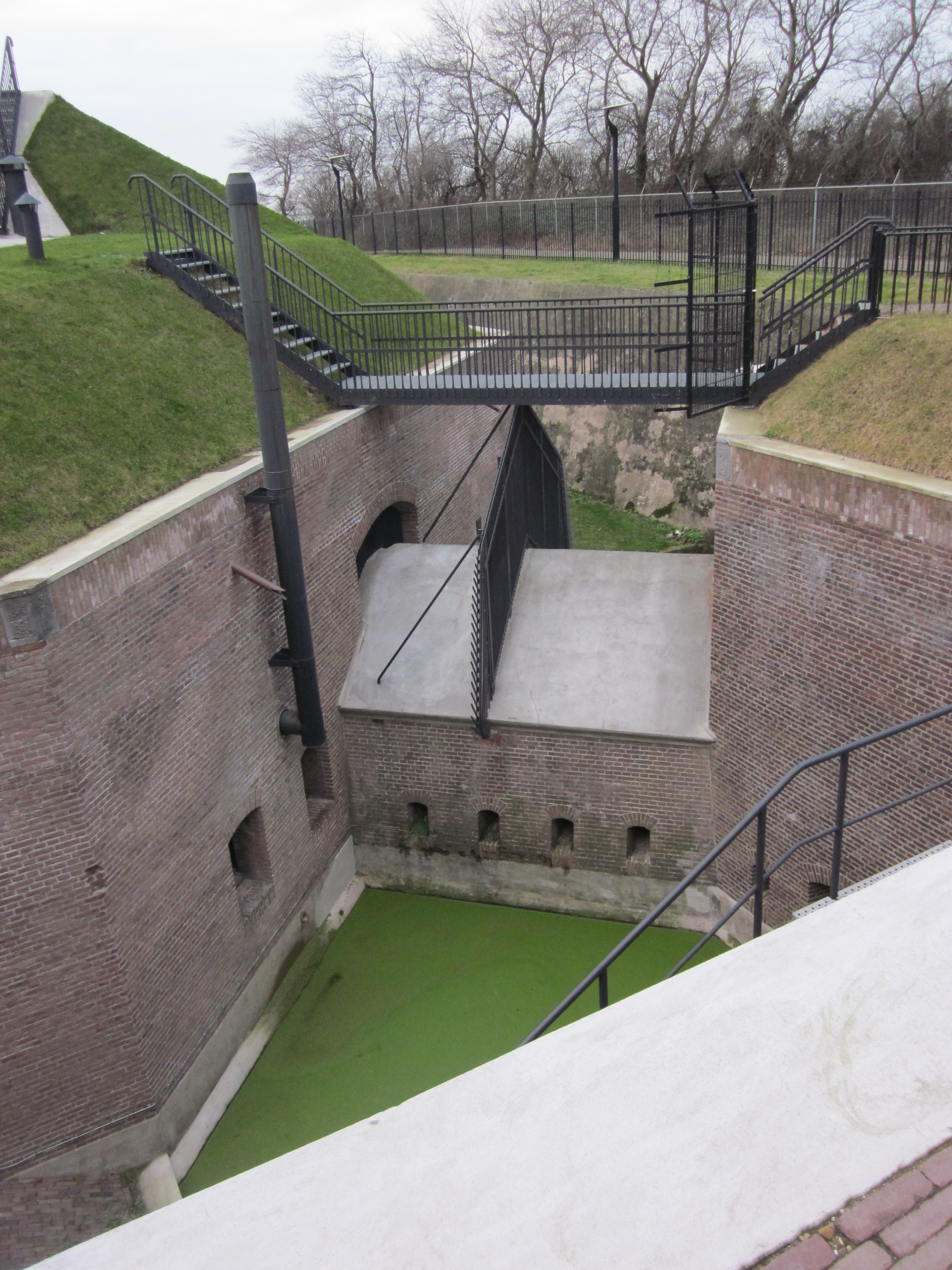
Een van de twee holle beren van het fort met aan weerszijden een natte diamantgracht, ter verdediging en als opslag van regenwater

Drinkwater verkreeg men uit waterreservoirs onder de vloer. Deze werden gevuld met regenwater dat neerkwam op het contrescarp- en entrescarpgebouw, waar het werd gefilterd door de dikke laag aarde. Via een stelsel van buizen kwam het water terecht in een van de reservoirs. Via gaten in de vloer konden de reservoirs bekeken en onderhouden worden. Waren de reservoirs vol dan liep het water over in de diamantgracht, die zelf weer in verbinding stond met de Nieuwe Waterweg. Via zwengelpompen in lokalen en gangen in het contrescarp- en entrescarpgebouw kon het water uit de reservoirs opgepompt worden. Het water werd ook gebruikt voor de was. Periodiek werd de gesteldheid gecontroleerd en zo nodig moesten er maatregelen genomen worden. Zo kon het voorkomen dat het regenwater afgekeurd werd en dat er Maaswater gebruikt moest worden. Dit moest dan wel eerst nog gefilterd worden. Bij epidemieën moest het water zelfs eerst gekookt worden.
Omdat na verloop van tijd het regenwater niet genoeg was om aan de vraag te voldoen en omdat grondwater geschikter werd geacht om te drinken dan regenwater, werd er tegen 1890 een waterput geslagen in het fort. Dit opgepompte water was alleen bedoeld voor consumptie. De eerste waterput verzandde; daarom werd in 1915 een nieuwe put geslagen.

### Voedsel
Om de fortbezetting dagelijks van vers brood te voorzien moesten er iedere dag 480 broden van 750 gram gebakken worden. Deze werden gebakken in een heteluchtoven in de bakkerij van het fort. Vier bakkers waren belast met het bakken van brood. Zij sliepen in een aparte ruimte, omdat zij zeer vroeg op moesten staan. Zij werden gewekt door iemand van de wacht. Bij de mobilisatie van 1914-1918 werd het brood bij een bakkerij uit Rotterdam gehaald. In 1939 bleek de oven stuk te zijn en werd het brood uit andere bakkerijen gehaald.
Gedurende de mobilisatie van 1914-1918 werd het eten bereid in keukens in het fort. Eén keuken was bedoeld om het eten te bereiden voor de manschappen en één voor de officieren. De keuken voor de manschappen was geschikt om eten voor 250 te bereiden. Hiervoor werden drie grote ketels gebruikt: een vleesketel van 155 liter, een groenteketel van 310 liter en een waterketel van 165 liter. Deze ketels konden verwarmd worden op een van de twee fornuizen. Naast de bakoven bleken ook de keukens onbruikbaar bij de mobilisatie van 1939. Om die reden werd gekookt in veldkeukens die in de droge gracht waren geplaatst.
Wanneer alleen gebruikgemaakt kon worden van de noodvoorraad in het fort bestond het menu uit gemakkelijk te bewaren ingrediënten zoals aardappelen, bonen, gerookt en gedroogd vlees aangevuld met brood, boter, kaas en eieren. Drank bestond uit koffie. Als er niet op de noodvoorraad overgegaan hoefde te worden werd alles zo veel mogelijk vers bereid. Voor die tijd was het menu niet ongebruikelijk, maar vergelijken met de huidige maatstaven was het eten eenzijdig, te vet, te zout en bevatte het weinig vitamines. Vanaf 1931 was de samenstelling van het menu meer in evenwicht. Het voedsel lag opgeslagen in bergplaatsen rond het keukencomplex.

### Sanitair

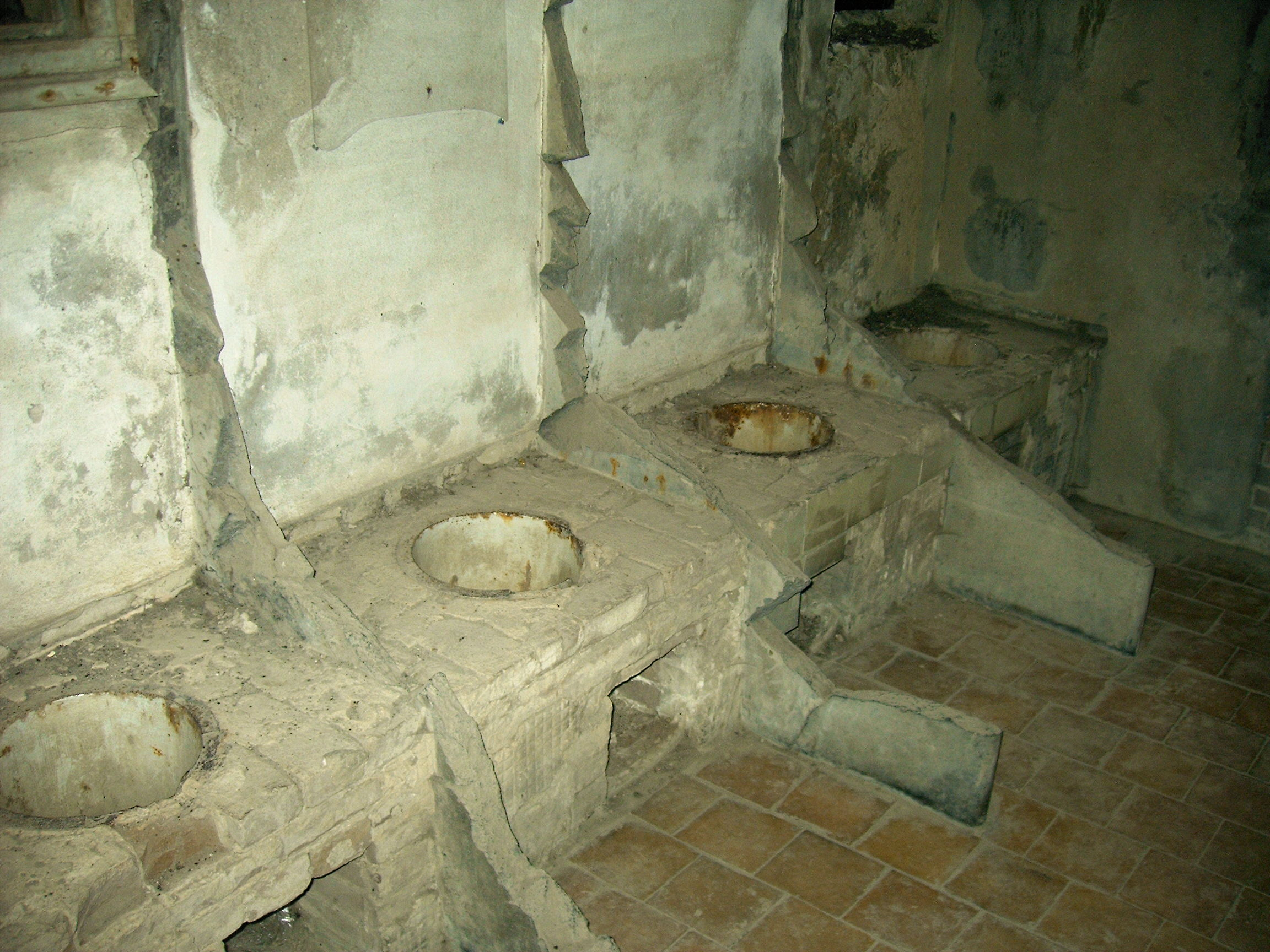
Toiletten in fort Pampus, vergelijkbaar met die in fort Hoek van Holland

De manschappen konden zich wassen in het reinigingslokaal. Stromend en warm water was er niet. In het lokaal was er een pomp waarmee de soldaten hun kom konden vullen en waarmee zij zich konden wassen. Omdat de soldaten door hun werk snel vuil werden, moesten zij zich iedere dag wassen met zeep. In die tijd werd gedacht dat delen van het lichaam die bedekt waren met kledingstukken minder vaak gewassen hoefden te worden dan andere delen. Daarom werden de handen dagelijks gewassen en de rug en borst in de winter eenmaal per week. In de zomer werden rug en borst tweemaal per week gewassen en de oksels, voeten en liezen dagelijks. Ook kon er in de zomer gebaad worden in het badhuis naast de torpedoloods. Verder moesten de mannen zich dagelijks scheren.
Hun behoefte konden de manschappen doen in een van de drie lokalen waar zich de privaten en urinoirs bevonden. In deze lokalen bevonden de privaten naast elkaar gescheiden door een houten schot. Een privaat bestond uit een gietijzeren trechter die uitkwam in een van de drie beerputten. De zitting was een eikenhouten bril met een ronde eikenhouten deksel. Voor de officieren en onderofficieren was er een aparte privaat. In een afgesloten ruimte bevonden zich de hoekurinoirs die ook uitkwamen in een beerput. Om de hygiëne te verbeteren werd in 1892 een riolering voor het vuile water aangelegd die uitkwam op de Nieuwe Waterweg. Een jaar later werd buiten het fort een vredesprivaat gebouwd. Na voltooiing mocht alleen dit nog gebruikt worden; de privaten in het fort alleen nog bij hoge nood en bij oorlog. Het was streng verboden de behoefte te doen op andere plaatsen in het fort.